# Can Torró
Can Torró és una obra de Girona inclosa a l'Inventari del Patrimoni Arquitectònic de Catalunya.

## Descripció
Edifici de planta rectangular de planta baixa i primer pis. Cobert per teulada a dues vessants, amb carener paral·lel a la façana principal. En molt mal estat de conservació. Cos allargassat amb obertures sense cap composició, fora de la porta d'entrada (llinda planera datada de 1570) i la finestra del damunt (llinda planera amb dos angelets que aguanten una orla el·líptica datada de 1570). Al costat de la finestra anterior hi ha una d'arc lobulat gotitzant. El cos dret està enderrocat. A l'entrada, a mà dreta, hi ha una pallissa.